# Джьотирлингам
Джьотирлингам, или джьотирлинга, или джьотирлинг — это святыня, где Шиве, индуистскому богу, поклоняются в форме джьотирлингама («Лингам из света»). В Индии находятся двенадцать традиционных святынь джьотирлинга. Считается, что Шива впервые проявил себя как джьотирлинга в ночь накшатры Ардры (Бетельгейзе), отсюда особенное почитание этих святынь. Внешне джьотирлингамы ничем не отличаются от обычных лингамов. Однако, согласно верованиям индуистов, человек, достигший духовного совершенства, может увидеть эти лингамы как колонны огня, пронзающие небо и землю.

## Двенадцать джьотирлингамов
Имена и местоположения 12 джьотирлингамов упомянуты в Шива-пуране (Śatarudra Saṁhitā, гл. 42, 2-4). Эти святыни следующие:
| Номер | джьотирлинга   | Изображение | Штат          | Местоположение             | Описание |
| ----- | -------------- | ----------- | ------------- | -------------------------- | --- |
| 1     | Сомнатх        |             | Гуджарат      | Прабхас Патан, Саураштра   | Сомнатх, разрушаемый и перестраиваемый шесть раз, почитается во всей Индии и богат на традиции, легенды и исторические события. Он размещён в Прабхас Патане в Саураштре в Гуджарате.                                                    |
| 2     | Малликарджуна  |             | Андхра-Прадеш | Карнулу                    | IAST: Mallikārjuna, другое название Шришайла (IAST: Śrīśaila), размещается в городе Шришайлам, возле Карнулу, в древнем храме, который архитектурно и скульптурно богато украшен. Ади Шанкара составил свою «Шивананда Лахири» здесь     |
| 3     | Махакалешвар   |             | Мадхья-Прадеш | Махакала, Удджайн          | Махакалешвар-джьотирлингам называется здесь дакшина-мурти, то есть обращённый на юг (единственный из 12). Храм ему расположен на берегу озера Рудра Сагар в Удджайне. Считается, что Шива в этой форме является Самосущим (Сваямбху).    |
| 4     | Омкарешвар     |             | Мадхья-Прадеш | Остров на реке Нармада     | Омкарешвар («Владыка-создатель Ом») назван так потому, что остров, на котором он расположен, напоминает индуистский символ Ом. |
| 5     | Кедарнатх      |             | Уттаракханд   | Кедарнатх                  | Кедарнатх в Уттаракханде является самым северным из джьотирлингамов. Кедарнатх, расположенный в снежных Гималаях, древняя святыня, пройти к которой можно только пешком и только 6 месяцев в году.                                       |
| 6     | Бхимашанкар    |             | Махараштра    | Бхимашанкар                | Бхимашанкар расположен в 110 км от Пуны в горах Сахядра (Западные Гаты) Его храм является сочетанием древних и новых структур и построен в стиле нагара.                                                                                 |
| 7     | Каши Вишванатх |             | Уттар-Прадеш  | Варанаси                   | Храм Каши Вишванатх расположен в Варанаси на западном берегу Ганга и иногда также называется Золотой храм за свой 15-метровый золотой шпиль.                                                                                             |
| 8     | Тримбакешвар   |             | Махараштра    | Тримбакешвар, около Нашика | Отличительной чертой этого джьотирлингама является то, что это тройное воплощение — Брахмы, Вишну и Шивы, тогда как остальные святыни посвящены исключительно Шиве.                                                                      |
| 9     | Вайдьянатх     |             | Джаркханд     | Деогарх                    | Храм Вайдьянатх (Байдьянатх) это единственное место, где джьотирлингам и одна из шакти-питх находятся вместе. Они стоят вплотную друг к друг. Название Вайдьянатх («Повелитель врачей») получил после того, как Шива исцелил тут Равану. |
| 10    | Нагешвара      |             | Гуджарат      | Дарука Вана, Дварка        | Местоположение этого лингама оспаривается, кроме Дварки в Гуджарате, ещё и городом Аундха Наганатх в округе Хинголи, штат Махараштра, и храмом Джагешвара около Алморы, штат Уттаракханд.                                                |
| 11    | Рамалингешвара |             | Тамил Наду    | Рамешварам                 | Рамалингешвара в Тамил Наду является самым южным из 12 джьотирлингамов. |
| 12    | Гришнешвар     |             | Махараштра    | Возле Эллоры, Аурангабад   | Гришнешвар-джьотирлингам расположен в 11 км от Даулабада, около храмов в Эллоре, высеченных в скалах. Эта святыня также известна как Гхушмешвар.                                                                                         |